# Paul McStay
Paul Michael Lyons McStay OBE, född 22 oktober 1964 i Hamilton, South Lanarkshire, är en skotsk före detta fotbollsspelare som spelade hela sin karriär i Celtic. I Skottlands landslag gjorde han 75 landskamper och var med i två VM-slutspel: VM 1986 och VM 1990.

## Klubbkarriär
Paul McStay kom till Celtic 1981 där han gjorde mål i sin debutmatch mot Aberdeen 30 januari 1982. När Roy Aitken lämnade klubben 1990 tog McStay över kaptensbindeln och behöll den till han slutade med fotbollen 1997. Under hans tid i klubben vann Celtic Premier League tre gånger, Skotska cupen fyra gånger samt Skotska ligacupen en gång.
2002 hade Celtics fans en omröstning där McStay fick en plats i "Tidernas bästa Celticlag", bredvid andra stjärnor som Billy McNeill, Jimmy Johnstone, Kenny Dalglish och Henrik Larsson. 2010 blev han även invald i Skottlands "Hall of fame".

## Internationell karriär
Paul McStay gjorde sin landslagsdebut för Skottland 1983 och var med i tre stora mästerskap: VM 1986, VM 1990 samt EM 1992. McStay var även kapten för Skottlands U18 landslag som vann U18 EM 1982.

## Statistik
| Klubb          | Säsong         | Ligan   | Ligan | Cup     | Cup | Ligacup | Ligacup | Europa  | Europa | Totalt  | Totalt |
| Klubb          | Säsong         | Matcher | Mål   | Matcher | Mål | Matcher | Mål     | Matcher | Mål    | Matcher | Mål    |
| -------------- | -------------- | ------- | ----- | ------- | --- | ------- | ------- | ------- | ------ | ------- | ------ |
| Celtic         | 1981–82        | 10      | 1     | 2       | 0   | 0       | 0       | 0       | 0      | 12      | 1      |
| Celtic         | 1982–83        | 36      | 6     | 4       | 0   | 9       | 1       | 4       | 0      | 53      | 7      |
| Celtic         | 1983-84        | 34      | 3     | 5       | 2   | 8       | 2       | 6       | 0      | 53      | 7      |
| Celtic         | 1984-85        | 32      | 4     | 7       | 3   | 2       | 0       | 5       | 1      | 46      | 8      |
| Celtic         | 1985-86        | 34      | 8     | 2       | 0   | 2       | 1       | 2       | 0      | 40      | 9      |
| Celtic         | 1986-87        | 43      | 3     | 4       | 0   | 5       | 1       | 4       | 0      | 56      | 4      |
| Celtic         | 1987–88        | 44      | 5     | 6       | 0   | 2       | 0       | 2       | 0      | 54      | 5      |
| Celtic         | 1988–89        | 33      | 5     | 5       | 0   | 3       | 0       | 4       | 0      | 45      | 5      |
| Celtic         | 1989–90        | 35      | 3     | 6       | 1   | 4       | 1       | 2       | 0      | 47      | 5      |
| Celtic         | 1990–91        | 30      | 2     | 5       | 0   | 5       | 1       | 0       | 0      | 40      | 3      |
| Celtic         | 1991–92        | 32      | 7     | 4       | 0   | 0       | 0       | 2       | 0      | 38      | 7      |
| Celtic         | 1992–93        | 43      | 4     | 3       | 0   | 3       | 0       | 4       | 1      | 53      | 5      |
| Celtic         | 1993-94        | 35      | 2     | 1       | 0   | 4       | 0       | 4       | 0      | 44      | 2      |
| Celtic         | 1994-95        | 29      | 1     | 4       | 0   | 5       | 0       | 0       | 0      | 38      | 1      |
| Celtic         | 1995–96        | 30      | 2     | 4       | 0   | 1       | 0       | 3       | 0      | 38      | 2      |
| Celtic         | 1996–97        | 15      | 1     | 4       | 0   | 1       | 0       | 1       | 0      | 21      | 1      |
| Celtic         | Totalt         | 515     | 57    | 66      | 6   | 54      | 7       | 43      | 2      | 678     | 72     |
| Karriär totalt | Karriär totalt | 515     | 57    | 66      | 6   | 54      | 7       | 43      | 2      | 678     | 72     |

## Meriter

### Klubblag
Celtic
- Premier League: 1982, 1986, 1988
- Skotska cupen: 1985, 1988, 1989, 1995
- Skotska ligacupen: 1983

### Landslag
Skottland U18
- U18 EM: 1982

### Individuellt
- Årets spelare i Skottland (av journalisterna): 1988
- Årets spelare i Skottland (av spelarena): 1988
- Årets unga spelare i Skottland: 1983